# Derniers Contes
Derniers Contes  est un recueil de nouvelles de Joseph Conrad, publié de manière posthume en 1925.

## Historique
Derniers Contes (titre original : Tales of Hearsay, que l'on peut traduire par Contes par ouï-dire) est un recueil de nouvelles de Joseph Conrad, publié de manière posthume en 1925. Il rassemble les dernières nouvelles de l'auteur publiées dans des magazines entre 1915 et sa mort en 1924.
Le titre original fut choisi par un ami de Conrad, Richard Curle, et fait référence, d'une part, à la technique de composition chère à l'écrivain qui consiste à faire rapporter son récit par un narrateur extérieur aux événements et, d'autre part, au premier recueil du genre qu'il ait publié : Tales of Unrest (Inquiétude). L'ouvrage comprend quatre textes relativement courts : 
- L'Âme du guerrier
- Le Prince Roman
- L'Histoire
- L'Officier noir

## Éditions en anglais
- Joseph Conrad, Tales of Hearsay, Londres : T. Fisher Unwin
- Joseph Conrad, Tales of Hearsay, New York : Doubleday, Page and Company

## Traduction en français
- Derniers Contes G. Jean-Aubry Éditions Gallimard, 1941
- Derniers Contes (trad. G. Jean-Aubry révisée par Sylvère Monod), dans Conrad (dir. Sylvère Monod), Œuvres  – IV, Gallimard, Bibliothèque de la Pléiade (1989)